# Kartik Naach
Kartik Naach là một vở nhạc kịch khiêu vũ được biểu diễn vào những tháng Kartik (tháng 10 hoặc tháng 11) hàng năm ở Nepal. Nó được tạo ra vào năm 1641 bởi vua Nepal Siddhi Narsingh Malla. Vở kịch được biểu diễn tại Kartik Dabali, Quảng trường Patan Durbar hàng năm. Nó thường được biểu trong 2 đến 27 ngày với 17 câu chuyện về thần Vishnu của đạo Hindu. Ban đầu nó được chiếu trong 2 ngày, nhưng con trai của Narsingh Malla, Shree Niwas Malla đã kéo dài ra thêm 7 ngày, và cháu trai của Narsingh Malla là Yog Narendra Malla đã thêm 15 ngày nữa.

## Nền nhạc
Nhạc được lưu giữ bởi Kartik Naach Mitchandhan Samiti, nhưng Ủy ban lưu giữ Kartik Nach (KNPC) đã lưu giữ nó từ năm 2013. Màn kịch thường bắt đầu với các vũ công trong bộ quần áo sặc sỡ miêu tả các vị thần Hindu bao gồm Barahi, Ganesh, Shiva và Krishna. Các vũ công cũng đeo vòng hoa quanh cổ.  Vở được biểu diễn bởi người Newar và năm 2015, có "45 nhạc sĩ và 10 tình nguyện viên" biểu diễn. Nó cũng được thực hiện gần cửa sổ vàng ở Patan và cửa sổ chỉ được mở khi biểu diễn. Truyền thuyết nói rằng nó được xây dựng để tôn vinh vua Narsingh Malla. Hầu hết các điệu nhảy và âm nhạc được cho là do Narsingh Malla sáng tác, nhưng đã có những thay đổi nhỏ đối với nó. Hari Man Shrestha, trước đây là giám đốc của KNPC, đã viết một cuốn sách về vở kịch.
Trận động đất ở Nepal vào tháng 4 năm 2015 đã làm thiệt hại nghiêm trọng Quảng trường Patan Durbar. Bảy tháng sau, Kartik Naach được biểu diễn trong 10 đêm, trong khi quảng trường vẫn còn bị hư hại.  Tân Hoa Xã có viết: "Bất chấp thảm kịch, hàng ngàn người dân Nepal, già trẻ, đã đến đền thờ để xem buổi trình diễn ngoài trời của vở kịch múa lịch sử với nhạc đệm của âm nhạc dân gian". Năm 2018, thành phố Lalitpur chi 200.000 rupee Nepal cho việc tổ chức vở kịch.

## Hình ảnh

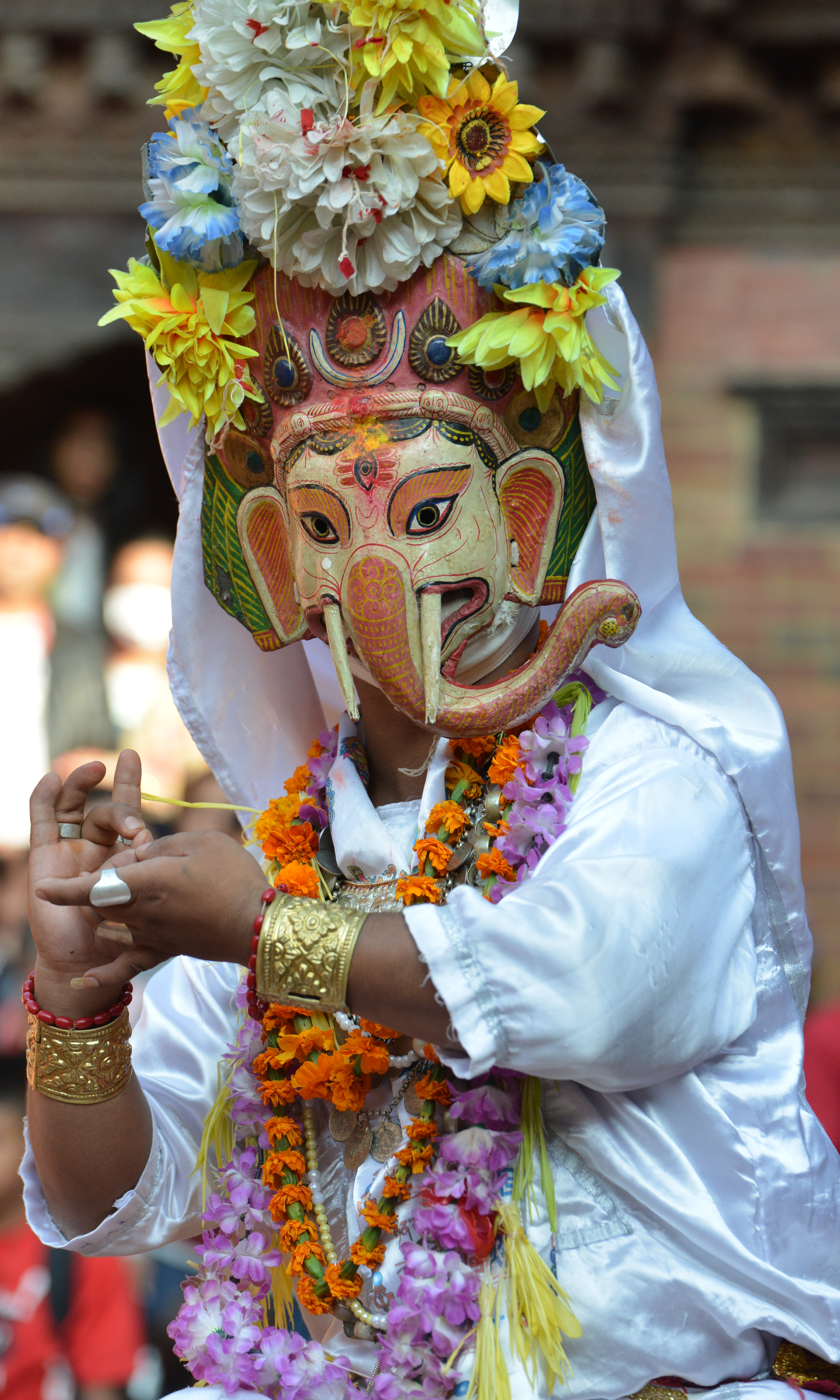
Một điệu nhảy miêu tả thần Ganesh
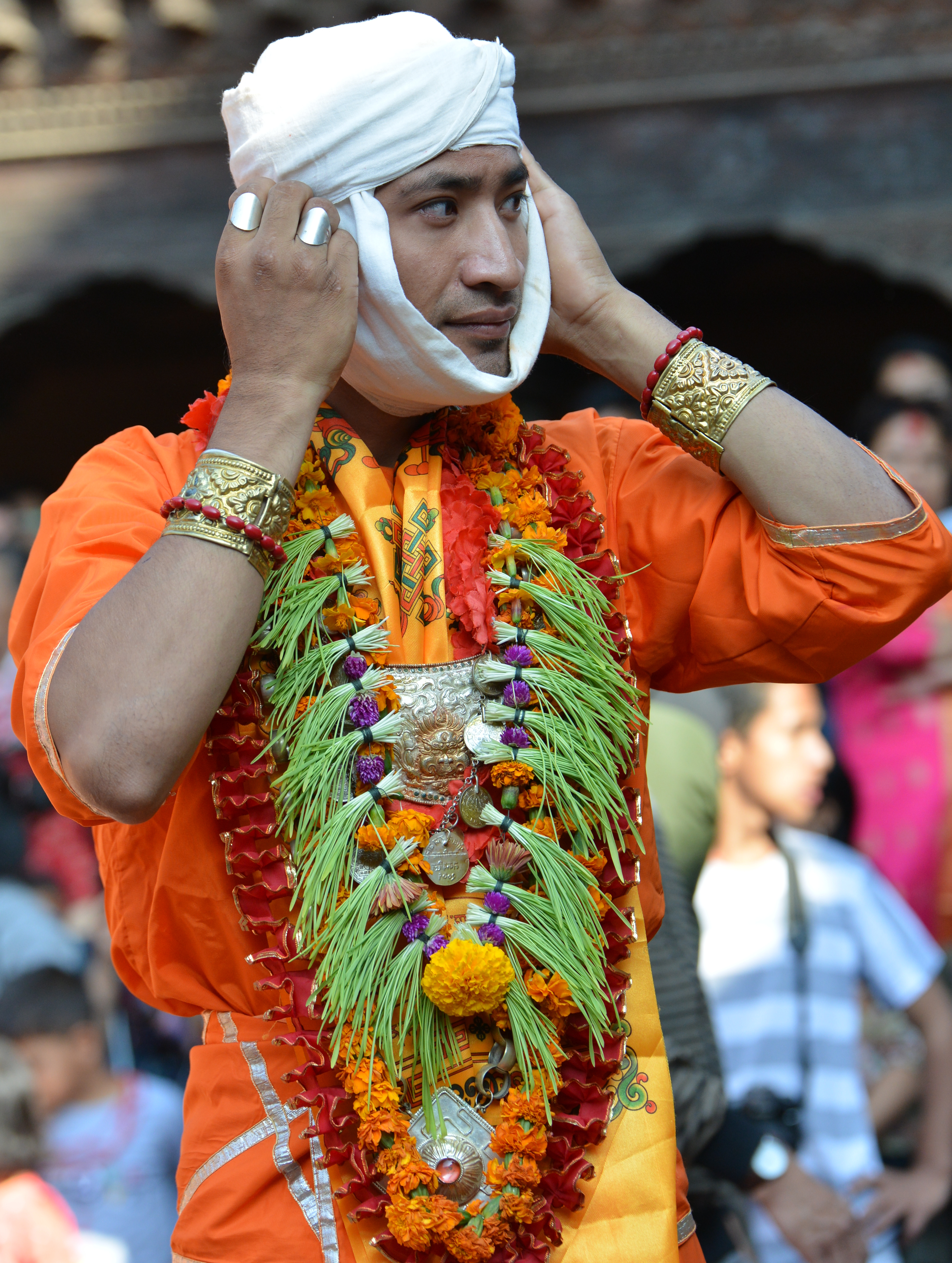
Một người chuẩn bị cho vở kịch
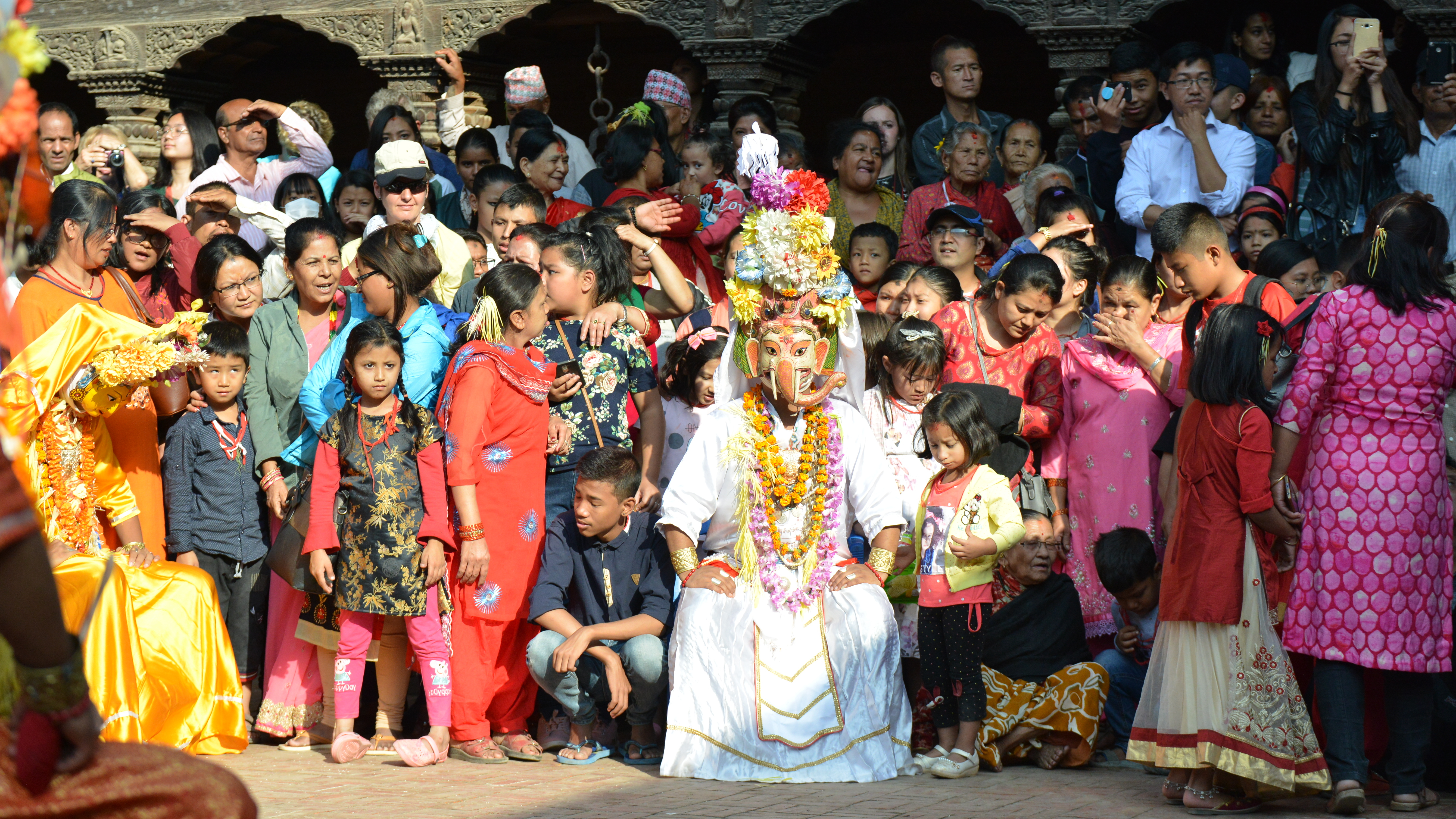
Một người miêu tả thần Ganesh ngồi cùng khán giả
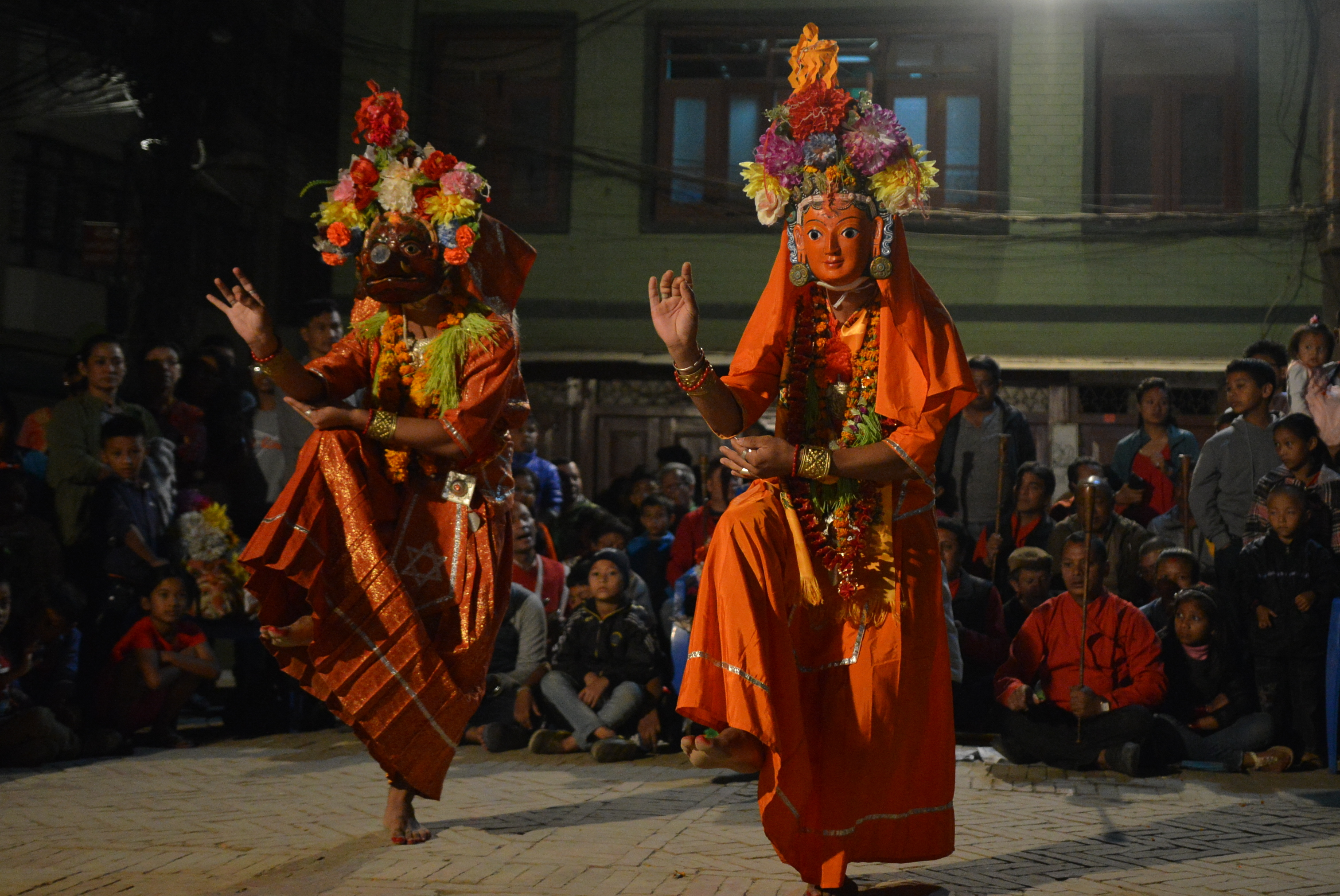
Hai người nhảy múa
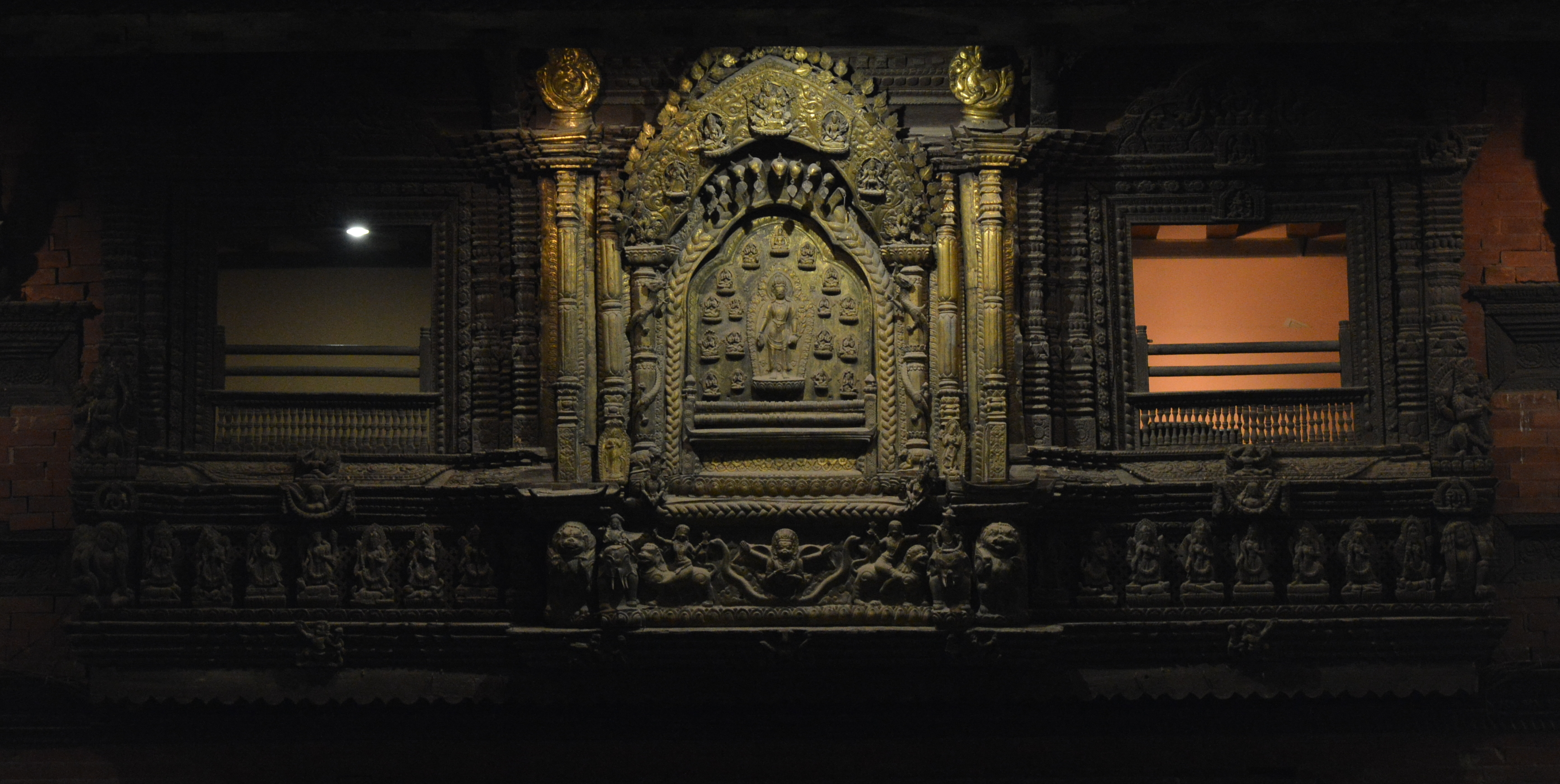
Cửa sổ vàng được mở mỗi năm một lần.
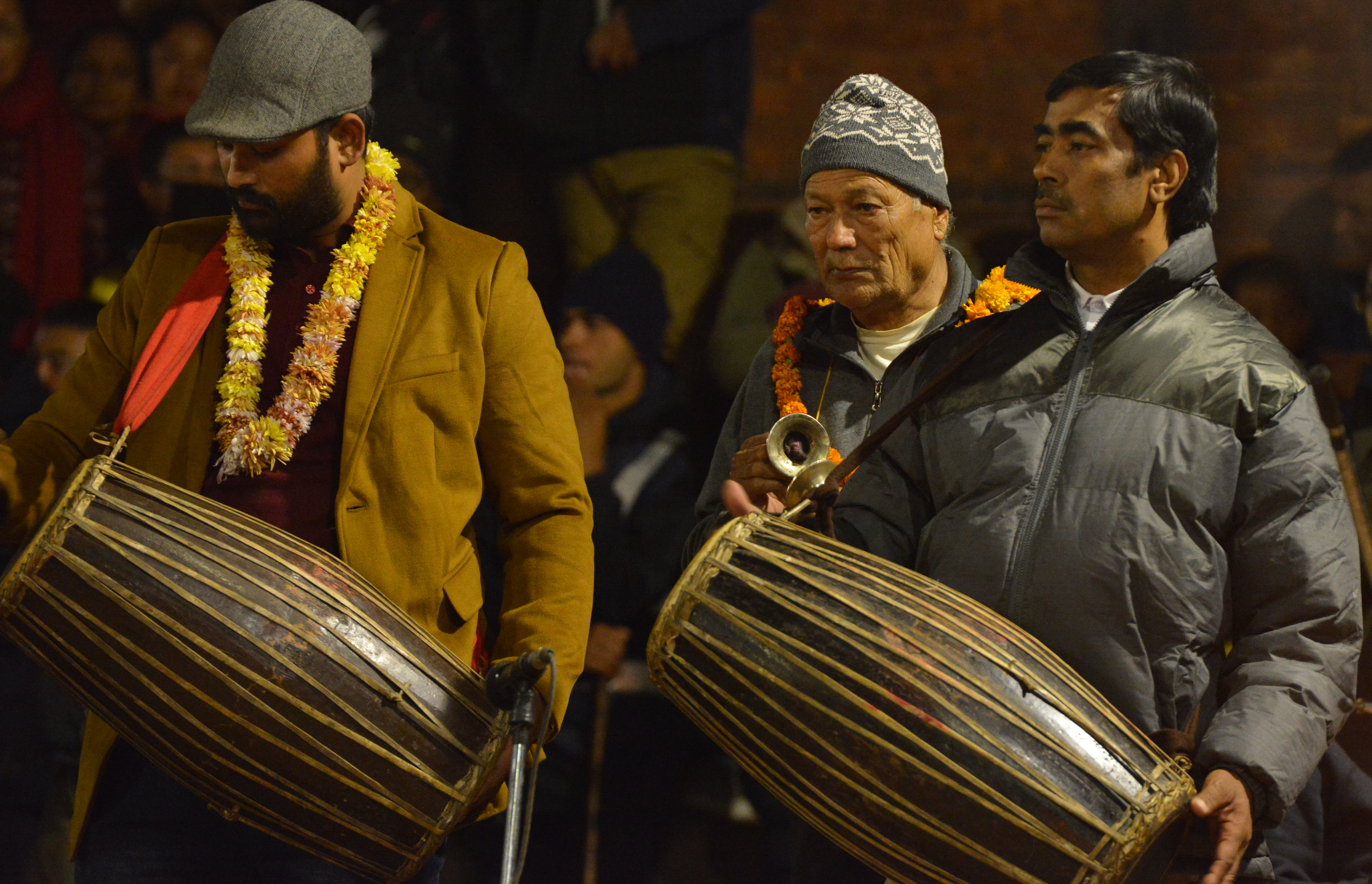
Nhạc sĩ Newar biểu diễn